# Bazouges Cré sur Loir
Pour les articles homonymes, voir Bazouges (homonymie).
Bazouges Cré sur Loir est une commune nouvelle, située dans le département de la Sarthe, en région Pays de la Loire, créée le 1er janvier 2017, peuplée de 1 946 habitants.
Elle est issue du regroupement de deux communes : Bazouges-sur-le-Loir et Cré-sur-Loir, qui sont devenues « communes déléguées ».
Son chef-lieu se situe à Bazouges-sur-le-Loir.
Son chef-lieu est fixé à Bazouges-sur-le-Loir.
La commune fait partie de la province historique de l'Anjou, et se situe dans le Baugeois.

## Géographie

### Localisation
Bazouges Cré sur Loir est situé à 7 km à l'ouest de La Flèche.

### Communes limitrophes
|                              | Crosmières                      |           |
| Durtal (Maine-et-Loire)      | Bazouges Cré sur Loir           | La Flèche |
| Les Rairies (Maine-et-Loire) | Baugé-en-Anjou (Maine-et-Loire) |           |

### Climat
Pour des articles plus généraux, voir Climat des Pays de la Loire et Climat de la Sarthe.
En 2010, le climat de la commune est de type climat océanique altéré, selon une étude du CNRS s'appuyant sur une série de données couvrant la période 1971-2000. En 2020, Météo-France publie une typologie des climats de la France métropolitaine dans laquelle la commune est exposée à un climat océanique et est dans la région climatique Moyenne vallée de la Loire, caractérisée par une bonne insolation (1 850 h/an) et un été peu pluvieux.
Pour la période 1971-2000, la température annuelle moyenne est de 11,8 °C, avec une amplitude thermique annuelle de 14,3 °C. Le cumul annuel moyen de précipitations est de 643 mm, avec 11,3 jours de précipitations en janvier et 6,1 jours en juillet. Pour la période 1991-2020, la température moyenne annuelle observée sur la station météorologique de Météo-France la plus proche, sur la commune de Thorée-les-Pins à 16 km à vol d'oiseau, est de 12,1 °C et le cumul annuel moyen de précipitations est de 744,6 mm,. Pour l'avenir, les paramètres climatiques de la commune estimés pour 2050 selon différents scénarios d'émission de gaz à effet de serre sont consultables sur un site dédié publié par Météo-France en novembre 2022.

## Urbanisme

### Typologie
Au 1er janvier 2024, Bazouges Cré sur Loir est catégorisée commune rurale à habitat dispersé, selon la nouvelle grille communale de densité à sept niveaux définie par l'Insee en 2022.
Elle est située hors unité urbaine. Par ailleurs la commune fait partie de l'aire d'attraction de La Flèche, dont elle est une commune de la couronne,. Cette aire, qui regroupe 11 communes, est catégorisée dans les aires de moins de 50 000 habitants,.

## Toponymie
Voir celle des anciennes communes de Bazouges-sur-le-Loir et de Cré-sur-Loir.

## Histoire
Il convient de se reporter aux articles consacrés aux anciennes communes fusionnées.

## Politique et administration
| Nom                          | Code Insee | Intercommunalité    | Superficie (km2) | Population (dernière pop. légale) | Densité (hab./km2) |
| ---------------------------- | ---------- | ------------------- | ---------------- | --------------------------------- | ------------------ |
| Bazouges-sur-le-Loir (siège) | 72025      | CC du Pays Fléchois | 29,90            | 1 190 (2021)                      | 40                 |
| Cré-sur-Loir                 | 72108      | CC du Pays Fléchois | 17,19            | 761 (2021)                        | 44                 |

### Liste des maires
| Période | Période  | Identité           | Étiquette | Qualité           |
| ------- | -------- | ------------------ | --------- | ----------------- |
| 2017    | En cours | Gwénaël de Sagazan | DVD       | Chef d'entreprise |

## Population et société

### Démographie
L'évolution du nombre d'habitants est connue à travers les recensements de la population effectués dans la commune depuis sa création.
En 2022, la commune comptait 1 946 habitants, en évolution de −6,22 % par rapport à 2016 (Sarthe : −0,25 %, France hors Mayotte : +2,11 %).
| 2015  | 2016  | 2017  | 2018  | 2019  | 2022  |
| ----- | ----- | ----- | ----- | ----- | ----- |
| 2 070 | 2 075 | 2 048 | 2 021 | 1 993 | 1 946 |

## Économie
Il convient de se reporter aux articles consacrés aux anciennes communes fusionnées.

## Culture locale et patrimoine
Il convient de se reporter aux articles consacrés aux anciennes communes fusionnées.